# جک ککسفورد
جک ککسفورد (انگلیسی: Jack Coxford; ۲۵ ژوئیهٔ ۱۹۰۱ – ۱۹۷۸ (۷۶−۷۷ سال)) بازیکن فوتبال اهل بریتانیا بود.
از باشگاه‌هایی که در آن بازی کرده‌است می‌توان به باشگاه فوتبال پول تاون، باشگاه فوتبال ساندرلند، باشگاه فوتبال بیرمنگام سیتی، و باشگاه فوتبال ای‌اف‌سی بورنموث اشاره کرد.